# Milad Alami
Milad Alami, född 1982 i Teheran, är en iransk-svensk film- och TV-regissör och manusförfattare.
Milad Alami är född i Iran och kom tillsammans med sin familj som flykting till Boden 1986.
Alami har studerat filmregi vid Den Danske Filmskole 2007–2011. 2003 gjorde han sin första kortfilm Häst utan tyglar. Han långfilmsdebuterade 2017 med den danska filmen Charmören. År 2023 hade hans film Motståndaren premiär på Filmfestivalen i Berlin. Filmen skildrar en iransk brottare på flykt undan regimen, som kommer till norra Sverige med sin familj. Inför Guldbaggegalan 2024 nominerades Motståndaren till sju guldbaggar varav Alami själv nominerades i kategorierna Bästa regi och Bästa manus. Filmen blev även Sveriges bidrag till Oscar för bästa internationella långfilm 2024, men blev inte nominerad.
Alami har även regisserat avsnitt av TV-serier som Follow the Money (2019) och När dammet har lagt sig (2020).

## Filmografi i urval
- 2017 – Charmören
- 2023 – Motståndaren
- 2023 – Bullshit (TV-serie)